# Geostationary Earth Orbit Satellite
Pour les articles homonymes, voir GEOS.
Pour le satellite GEOS de la NASA, voir Geodetic Earth Orbiting Satellite 1.
Geostationary Earth Orbit Satellite ou GEOS est un satellite scientifique développé  par l'Agence spatiale européenne   dont l'objectif était d'étudier la magnétosphère, depuis l'orbite géostationnaire. Après l'échec partiel du lancement d'un premier satellite GEOS-1 en 1977, un deuxième exemplaire, GEOS-2, fut placé le 14 juillet 1978 sur une orbite correcte. Du fait de ses instruments très sophistiqués pour l'époque et de l'orbite très particulière retenue, GEOS a été sélectionné comme satellite de référence par le programme international d'étude de la magnétosphère IMS (1976-1979). Les données recueillies ont permis de créer une énorme base de données utilisée par la suite pour les études sur la magnétosphère et sur le plasma en général.  

## Historique
Le projet  GEOS est initié par le CERS (en anglais ESRO) une des deux agences spatiales européennes qui ont précédé l'Agence spatiale européenne mais est développé par cette dernière.  

## Caractéristiques techniques
Le corps du satellite GEOS est un cylindre haut de 132 cm et ayant un diamètre de 1,65 m.  GEOS a une masse de 574 kg dont 269 kg pour le moteur d'apogée chargé de placer le satellite sur son orbite géostationnaire. Le corps du satellite est recouvert de 7200 cellules solaires fournissant 110 watts. GEOS est spinné c'est-à-dire stabilisé par la mise en rotation autour de l'axe du cylindre (10 tours par minute). Les écarts éventuels ainsi que les modifications de la vitesse de rotation, détectés par des capteurs de Soleil et de Terre et un accéléromètre, sont corrigés à l'aide de petits moteurs-fusées brûlant de l'hydrazine et ayant une poussée de 15 newton. Le satellite emporte 30,6 kg d'hydrazine. Le satellite ne possède aucun système de stockage de données. Celles-ci sont transmises en temps réel avec un débit de 100 kilobits/s aux stations terrestres. Plusieurs perches supportant les capteurs des instruments étendent l'envergure du satellite à 4,7 mètres dans la direction perpendiculaire à l'axe de rotation et à 42,6 mètres dans l'axe du cylindre. La durée de vie du satellite est de 2 ans.  
Le satellite GEOS emporte 4 instruments développés par une dizaine de laboratoires européens :
- Un ensemble instrumental comprenant un magnétomètre et des instruments mesurant les champs électriques
- Un instrument d'analyse du plasma.
- Un instrument d'analyse de la composition et du spectre énergétique des ions jusqu'à 16 keV.
- Un instrument mesurant la distribution angulaire des électrons et des protons dont l'énergie est comprise entre 0,2 et 20 keV
- Un instrument mesurant la distribution angulaire des protons ayant une énergie comprise entre 20 keV et 3 MeV et des  électrons dont l'énergie est comprise entre 20 et 300 keV
- Un instrument de mesure du champ électrique
- Un magnétomètre mesurant les trois composants du champ magnétique

## Déroulement de la mission
GEOS-1 est placé sur en orbite le 20 avril 1977 par une fusée Delta 2914 tirée depuis la base de lancement de Cape Canaveral. Mais à la suite d'un  problème rencontré au moment de la séparation des 1er et 2e étages le satellite est placé sur une orbite trop basse. Il circule sur une orbite de 12 heures qui lui permet néanmoins d'effectuer des mesures utilisables durant la moitié du temps. Le satellite a fourni des données exploitables durant 14 mois jusqu'au 1er avril 1980.
Pour pallier la défaillance partielle de GEOS 1, le modèle utilisé pour la qualification du satellite est envoyé dans l'espace. GEOS-2 est placé sur en orbite le 14 juillet 1978  par une fusée Delta 2914 tirée depuis la base de lancement de Cape Canaveral. Cette fois-ci le satellite est bien placé sur une orbite géostationnaire et il fournit des données exploitables jusqu'à fin 1983. Le 25 janvier 1984 le satellite est placé sur une orbite cimetière situé à 42426 km d'altitude. Il s'agit du premier satellite européen en orbite géostationnaire placé sur cette orbite pour ne pas encombrer l'orbite géostationnaire.